# Chryseïs

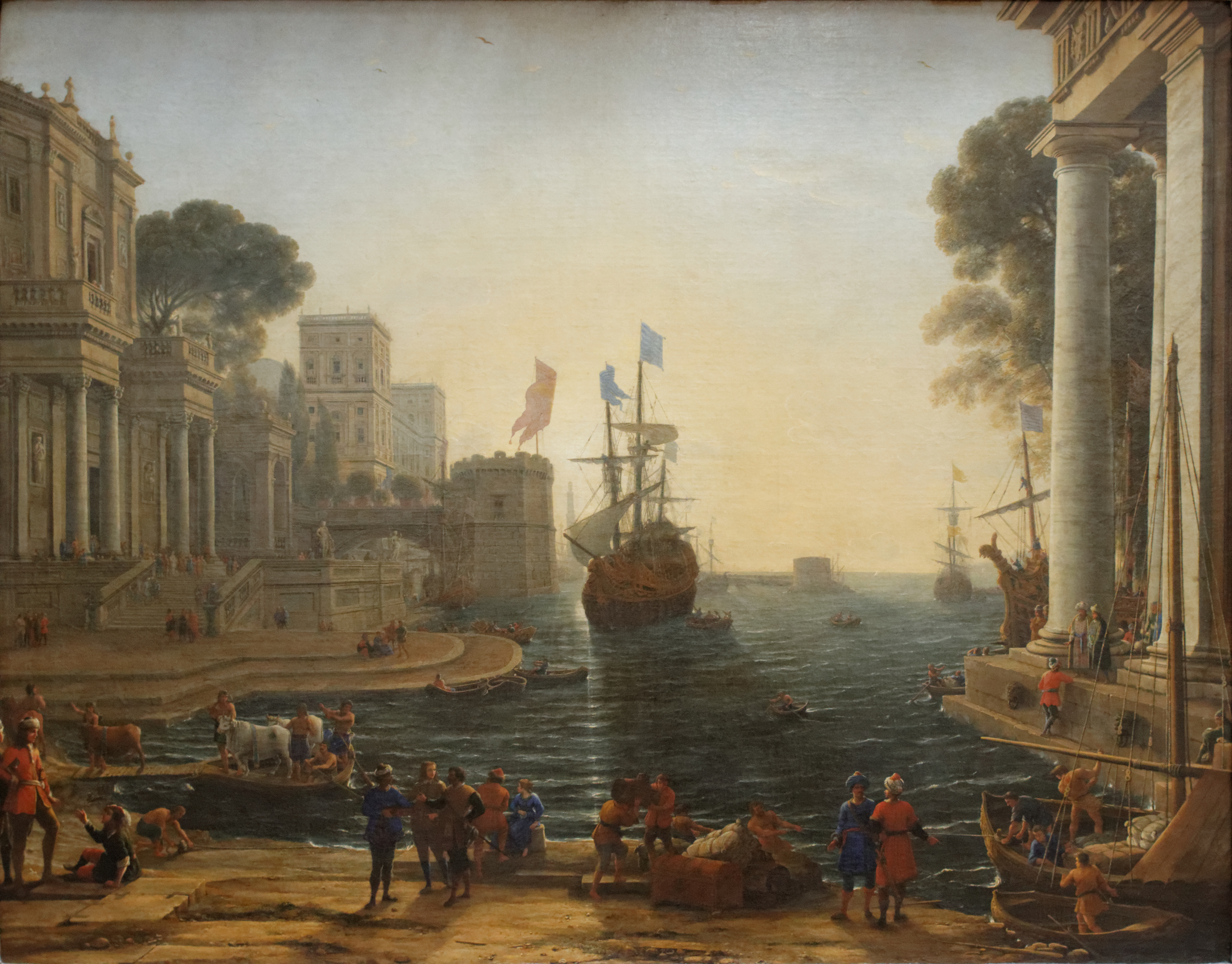
Odysseus brengt Chryseïs terug naar haar vader (Claude Lorrain, 1644).

Chryseïs (Grieks: Χρυσηίς, Khrysēís) was de dochter van Chryses, priester van Apollo. Ze werd door Agamemnon als oorlogsbuit meegenomen. Hij weigerde haar terug te geven aan haar vader, nadat deze probeerde om haar vrij te kopen. Hierop liet Apollo vreselijke ziektes over het Griekse kamp komen.
Op ingeving van de ziener Kalchas gaf Agamemnon ten slotte Chryseïs terug. Hij eiste hiervoor wel Briseïs, een concubine van Achilles in ruil; Achilles gehoorzaamde met tegenzin en de twist die hieruit ontstond is het onderwerp van de 24 boeken tellende Ilias.
Een latere Griekse legende, overgeleverd in Hyginus' Fabulae, stelt dat zij een zoon zou gebaard hebben van Agamemnon.